# Wang Lihong
Wang Lihong (chiń. 王利宏; ur. 3 lutego 1968) – chiński florecista, brązowy medalista mistrzostw świata.
Podczas mistrzostw świata w Atenach w 1994 roku Chińczycy w składzie: Ye Chong, Dong Zhaozhi, Wang Haibin i Wang Lihong wywalczyli brązowy w zawodach drużynowych. Był to jedyny medal wywalczony przez Wanga w zawodach tego cyklu.
Wystartował na igrzyskach olimpijskich w Barcelonie w 1992 roku, zajmując 46. miejsce w zawodach indywidualnych i 10. w drużynowych. Były to jego jedyne starty olimpijskie.
Ponadto wywalczył złoty medal we florecie drużynowym na igrzyskach azjatyckich w Pekinie (1990) oraz złoty w szabli drużynowej i srebrny we florecie drużynowym na igrzyskach azjatyckich w Hiroszimie (1994).